# 新伊萬尼夫卡 (普里阿佐夫西克市鎮)
46°46′52″N 35°33′29″E / 46.78111°N 35.55806°E
新伊萬尼夫卡（烏克蘭語：Новоіванівка）是位於烏克蘭東南部的村莊，隸屬扎波羅熱州梅利托波爾區的普里亞速斯凱市鎮。該村始建於1920年，面積1.55平方公里，海拔高度30米，2001年人口222，人口密度每平方公里143.2人。